# Club Deportivo Guaraní Antonio Franco
Club Guaraní Antonio Franco, o semplicemente Guaraní Antonio Franco, è una società calcistica argentina con sede nella città di Posadas, nella provincia di Misiones. Milita nella Primera B Nacional, la seconda serie del calcio argentino.

## Palmarès

### Tornei nazionali
- Torneo Regional: 4

1971, 1981, 1982, 1985
- Torneo Argentino B: 1

2011-2012

### Tornei regionali
- Liga Posadeña de Fútbol: 35

1937, 1938, 1940, 1943, 1954, 1955, 1956, 1957, 1959, 1961, 1962, 1964, 1965, 1966, 1967, 1968, 1970, 1972, 1973, 1978, 1979, 1981, 1982, 1983, 1985, 1987, 1991, 1995, 2000, 2002, Clausura 2004, Clausura 2005, Clausura 2006, 2011, Apertura 2022.